# Werner Marx
Werner Marx (Mülheim, 19. listopada 1910. -  Bollschweil, 21. studenog 1994.) bio je njemački filozof.
Studirao je pravo i filozofiju u Bonnu, Berlinu i Freiburgu. Za vrijeme nacizma odlazi iz Njemačke. Nastavlja studij i radi kao predavač u New Yorku na New School for Social Research. Godine 1964. se vraća u Freiburg gdje kao i njegovi prethodnici Husserl i Heidegger, radi kao profesor i vodi Filozofski seminar na Sveučilištu u Freiburgu do odlaska u mirovinu 1979. Od 1971. do svoje smrti 1994. upravljao je Husserlovim Arhivom u Freiburgu (njem. Husserl-Archiv Freiburg).
Wernera Marxa se smatra jednim od vodećih mislilaca njemačkog idealizma i stručnjakom za Heideggerovu misao. Dobitnik je njemačkog odličja: Veliki savezni križ za osobite zasluge (Großes Bundesverdienstkreuz). 

## Djela
- The Meaning of Aristotle's "Ontology", Den Haag 1954
- Heidegger und die Tradition. Eine problemgeschichtliche Einführung in die Grundbestimmungen des Seins, Stuttgart 1961 (mehrere Auflagen, auch englisch: 1971)
- Die Bestimmung der Philosophie im Deutschen Idealismus, Stuttgart 1964 (Antrittsvorlesung vom 11. Mai 1964 in Freiburg i. Br.)
- Absolute Reflexion und Sprache, Frankfurt am Main 1967
- Verstehen und Auslegen, Freiburg 1967
- Das Spiel. Wirklichkeit und Methode, Freiburg i. Br. 1967
- Vernunft und Welt. Zwischen Tradition und anderem Anfang, Den Haag 1970 (auch englisch: Den Haag 1971)
- Hegels Phänomenologie des Geistes, Stuttgart 1971 (mehrere Auflagen; auch englisch: Hegel's Phenomenology of Spirit, Chicago 1975)
- Einführung in Aristoteles' Theorie vom Seienden, Freiburg i. Br. 1972
- Schelling: Geschichte, System, Freiheit, Freiburg 1977 (auch englisch: The Philosophy of F. W. J. Schelling: History, System, and Freedom, Indiana University Press, Bloomington 1984)
- als Hrsg.: Heidegger. Freiburger Universitätsvorträge zu seinem Gedenken. H. G. Gadamer, W. Marx, C. F. v. Weizsäcker, Freiburg/München 1977
- Gibt es auf Erden ein Mass? Grundbestimmungen einer nichtmetaphysischen Ethik, Hamburg 1983 (auch englisch: Is there a measure on earth? Foundations for a Nonmetaphysical Ethics, Chicago 1987)
- Ethos und Lebenswelt. Mitleidenkönnen als Mass, Hamburg 1986
- Die Phänomenologie Edmund Husserls - Eine Einführung, München 1987 (mehrere Auflagen)
- Towards a Phenomenological Ethics, New York 1992